# Czesław Lang
Czesław Lang (Kołczygłowy, Bytów, Pomerània, 17 de maig de 1955) va ser un ciclista polonès, que fou professional entre 1982 i 1989. Actualment és el director de la Volta a Polònia.
Com a ciclista amateur aconseguí els seus èxits més importants, en guanyar dues medalles als Campionats del Món de ciclisme, de bronze el 1977 i de plata el 1979, ambdues en la prova de contrarellotge per equips. El 1976 va participar en els Jocs Olímpics de Mont-real, però no aconseguí cap medalles. Posteriorment, el 1980 als Jocs Olímpics de Moscou va guanyar la medalla de plata en la cursa en ruta, en classificar-se rere el rus Sergei Sukhoruchenkov.
Com a professional aconseguí algunes victòries d'etapa en curses d'una setmana, com la Tirrena-Adriàtica, el Tour de Romandia o la Volta a Catalunya.

## Palmarès
- 1977
  - 1r al Gran Premi Ostrowca Swietokrzyskiego
  -  Medalla de bronze al Campionat del món amateur de contrarellotge per equips
- 1979
  - 1r al Tour de Valclusa
  -  Medalla de plata al Campionat del món amateur de contrarellotge per equips
- 1980
  -  Campió de Polònia de muntanya
  -  Campió de Polònia de contrarellotge per equips
  - 1r a la Setmana Ciclista Llombarda
  - 1r a la Volta a Polònia
  -  Medalla de plata als Jocs Olímpics en la cursa en línia
- 1981
  - 1r a la Małopolski Wyścig Górski
- 1983
  - Vencedor d'una etapa a la Tirrena-Adriàtica
- 1986
  - Vencedor d'una etapa al Tour de l'Aude
- 1987
  - Vencedor d'una etapa al Tour de Romandia
- 1988
  - 1r al Trofeu Baracchi, amb Lech Piasecki
  - Vencedor d'una etapa a la Volta a Catalunya

### Resultats al Tour de França
- 1984. 93è de la classificació general
- 1987. Abandona (13a etapa)

### Resultats al Giro d'Itàlia
- 1983. 40è de la classificació general
- 1984. 68è de la classificació general
- 1985. 57è de la classificació general
- 1986. 68è de la classificació general
- 1987. 51è de la classificació general
- 1988. 80è de la classificació general
- 1989. 77è de la classificació general